# Antonio Bruno (pittore)
Antonio Bruno (Modena, ... – ...; fl. XVI secolo) è stato un pittore italiano del Rinascimento.

## Biografia
Nacque a Modena o a Correggio e dipinse a Parma alla maniera del Correggio, di cui, se non allievo, fu un grande imitatore e contemporaneo, poiché una delle sue opere è datata 1530. Dipinse una Madonna e Santi per la chiesa parrocchiale di Santi Senesio e Teopompo a Castelvetro di Modena.